# Amestris
Pour les articles homonymes, voir Amastris (homonymie).
Amestris (grec moderne : Άμηστρις, Amēstris, peut-être aussi Άμαστρις, Amāstris, du vieux-perse Amāstrī-, « femme forte ») est la femme de Xerxès Ier, mère du roi Artaxerxès Ier. Elle est connue pour avoir été mal vue des historiens de la Grèce antique,,.
Amestris est la fille d'Otane, un des sept hommes nobles qui ont tué le mage se faisant passer pour le roi achéménide Bardiya en 522 av. J.-C. C'est après ceci que Darius Ier commence son règne. Selon Hérodote, Otanes a été honoré de mariages royaux. Darius Ier épouse la fille d'Otanes, Phaedymia, tandis que Otanes épouse une sœur de Darius Ier, qui a donné naissance à Amestris.
Lorsque Darius Ier meurt en 486 av. J.-C., Amestris épouse le dauphin, Xerxès. Hérodote décrit Amestris comme une despote cruelle :
On m'informe que Amestris, la femme de Xerxès, lorsque âgée, a fait retour pour sa propre vie, au dieu qu'on dit vivre sous la terre, en enterrant par deux fois sept enfants de Perses qui étaient des hommes de renom.
Hérodote, Histoires 7.114.
L'origine de cette histoire n'est pas claire, puisque des documents historiques indiquent que le sacrifice humain n'était pas permis par la religion de la Perse achéménide. D'ailleurs, puisque les plupart des récits de l'époque sont de sources grecques, et dues à l'implication de la Grèce en tant qu'adversaire de la Perse, il est possible que tous les récits ne soient pas exacts. Le dieu mentionné par Hérodote pourrait être Ahuramazda.

## Dans la Bible
| |  |  |
| Esther. Fresque d'Andrea del Castagno, v. 1450, faisant partie de la série série Hommes et femmes illustres (gauche) et Vashti refusant de se présenter devant le roi, par Edwin Long (droite). |  |  |

Vashti est assimilée à Amestris, mais l'hypothèse se heurte à des contradictions concernant leurs règnes. Il en est de même de l'identification d'Esther avec Amestris.
Au temps du roi Assuérus, identifié à Xerxès Ier, dans sa troisième année de règne, le roi organise en sa capitale, Suse, une fête de 180 jours pour les grands personnages de l'empire et un immense festin de sept jours pour le peuple. Le septième jour, il ordonne à ses sept eunuques d'aller quérir la reine Vashti afin que tous voient sa beauté. Devant le refus de celle-ci de se présenter devant le roi et ses convives, il demande l'avis de ses sept sages, grands officiers perses et mèdes. Ceux-ci jugent le comportement de la reine comme une atteinte faite à tous les maris du royaume. Ils conseillent au roi de faire publier dans tout le royaume une ordonnance signifiant le retrait de son titre royal. Vashti déchue, les serviteurs du palais proposent au roi de faire venir au palais les plus belles jeunes vierges du royaume afin que le roi choisisse la future reine.
Mardochée, un judéen de la tribu de Benjamin vivant incognito à Suse, envoie au palais Esther, une cousine orpheline qu'il avait adoptée. Subjugué par son charme, l'eunuque gardien des femmes l'installe dans le palais avec sept servantes à sa disposition. Pendant toute l'année où Esther devait prendre soin d'elle-même, Mardochée venait quotidiennement à la maison des femmes prendre des nouvelles de sa cousine. Celle-ci, ayant maintenu l'anonymat que lui avait recommandé son cousin, fut, la septième année de règne, présentée au roi qui, séduit, la choisit comme reine.